# Antwerp Tower
Der Antwerp Tower ist ein Bürogebäude in der belgischen Stadt Antwerpen, der Hauptstadt der gleichnamigen Provinz. Das Gebäude liegt an der De Keyserlei und ist etwa 300 Meter vom Hauptbahnhof Antwerpen entfernt. Die Meir, die Haupteinkaufsstraße von Antwerpen, ist ebenfalls in unmittelbarer Nähe. Direkt vor dem Antwerp Tower befindet sich die Pre-U-Bahn-Station Opera.

## Geschichte

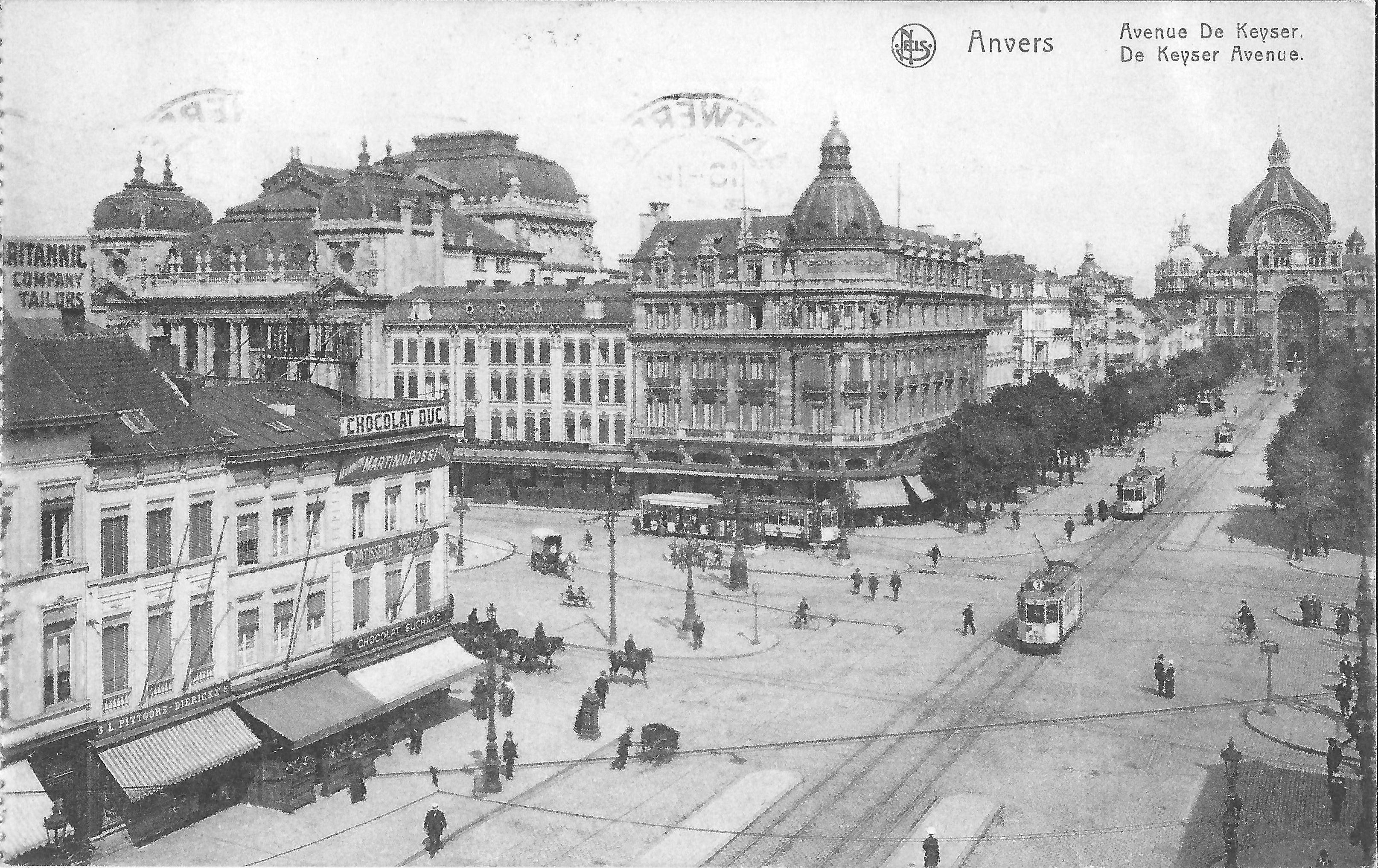
Grand Hotel Weber

Der Vorgängerbau an derselben Stelle war das „Grand Hotel Weber“, das der deutschstämmige Kaufmann Nikolaus Weber in den Jahren 1900 und 1901 nach Entwürfen des Architekten Henri Blomme (1845–1923) errichten ließ. Der Kuppelturm erinnerte an das Berliner Central-Hotel. Er wurde mit vier Frauenfiguren aus Bronze geschmückt, die die Kontinente Europa, Asien, Amerika und Afrika darstellten. Das Hotel wurde am 27. November 1944 durch den Einschlag einer deutschen V2-Bombe auf der Frankrijklei beschädigt.
Ende der 1960er Jahre brach die NV Groenzone das Hotel ab und ließ den Antwerp Tower im Auftrag von Euramco nach Entwürfen der Architekten Jozef Fuyen und Guy Peeters erbauen.
Der Antwerp Tower wurde am 9. Mai 1974 eröffnet. Im Erdgeschoss des Gebäudes befinden sich ein Einkaufszentrum, eine Bank und mehrere Restaurants. Die oberen Stockwerke (Etagen 1 bis 24) sind Büros. An der Seite der Van Ertbornstraat beherbergt der Turm ein Hotel. Dort befindet sich auch der Eingang  zu der privaten Parkgarage (-1 bis -3). An der Seite der Frankrijklei, direkt neben der Flämischen Oper, befinden sich Wohnungen.
Der Turm hatte bei Fertigstellung im Jahr 1974 eine Höhe von 87 Metern auf 25 Etagen und war somit nach der Liebfrauenkathedrale und dem Boerentoren das dritthöchste Gebäude der Stadt Antwerpen.
Von September 2017 bis Mitte 2021 wurde das Gebäude nach den Plänen des Architekten Wiel Arets saniert und aufgestockt, wodurch es etwas höher ist als der Boerentoren. Der renovierte Turm verfügt über 241 Wohnungen.
Es zählt des Weiteren zu den höchsten Gebäuden des Landes.